# Detector de detector de radar
Un  detector de detector de radar  ( RDD ) és un dispositiu utilitzat pels controladors de trànsit i per la policia en àrees on el detector de radar és declarat il·legal.
Un detector de radar es construeix amb un receptor superheterodí, que posseeix un oscil·lador local que irradia lleugerament. D'aquesta manera és possible fer un detector de "detector de radar", detectant aquestes emissions (usualment en el rang de freqüència del tipus de radar sent escanejat-detectat, 10 MHz més a munt o més avall freqüència intermèdia o IF). Algunes pistoles de radar s'equipen amb aquests dispositius.

## Història (mesures i contramesures)
El "VG-2 Interceptor" va ser el primer aparell desenvolupat amb aquest propòsit, havent quedat obsolet amb la tecnologia del "Spectre III" (Stalcar a Austràlia Arxivat 2010-09-22 a Wayback Machine.). Aquesta forma de "guerra electrònica" fa progressos per ambdós costats, i mentre els "detectors de detectors de radar" usin un receptor superheterodí semblant, molts dels nous detectors de radar "silenciosos" s'equipen amb un circuit detector de.. -"detectors de detectors de radar", que apaga el detector personal de radar quan hi ha present un senyal d'un "detector de detectors de radar", evitant així la seva detecció pels equips policials. Aquesta tècnica ve dels desenvolupaments de contramesures Elint.
A principis de 1990, BEL-Tronics, Inc d'Ontario, Canadà (on l'ús del detector de radar està prohibit) va trobar que la freqüència de l'oscil·lador local del detector podia ser alterada per estar fora del rang del "VG-2 Interceptor". Això va fer que tots els fabricants de detectors canviessin les freqüències dels oscil·ladors locals. Avui, pràcticament la major part dels detectors de radar que hi ha al mercat és immune al "VG-2 Interceptor".
El Spectre III detecta la majoria dels detectors de radar, certificat per operar als EUA per la Federal Communications Commission de desembre de 2004. No obstant això, la tecnologia de recompte va evolucionar ràpidament, i el juliol 2008, els detectors de radar evitaven la seva detecció per part dels aparells policials.